# Вегшейд
Вегше́йд (фр. Wegscheid) — коммуна на северо-востоке Франции в регионе Гранд-Эст (бывший Эльзас — Шампань — Арденны — Лотарингия), департамент Верхний Рейн, округ Тан — Гебвиллер, кантон Мазво. До марта 2015 года коммуна в составе кантона Мазво административно входила в округ Тан.
Площадь коммуны — 10,06 км², население — 331 человек (2006) с тенденцией к росту: 336 человек (2012), плотность населения — 33,4 чел/км².

## Население
Численность населения коммуны в 2011 году составляла 342 человека, а в 2012 году — 336 человек.
| 1962 | 1968 | 1975 | 1982 | 1990 | 1999 | 2006 | 2008 | 2011 | 2012 |
| ---- | ---- | ---- | ---- | ---- | ---- | ---- | ---- | ---- | ---- |
| 324  | 286  | 286  | 282  | 299  | 304  | 331  | 333  | 342  | 336  |

Динамика населения:

## Экономика
В 2010 году из 216 человек трудоспособного возраста (от 15 до 64 лет) 155 были экономически активными, 61 — неактивными (показатель активности 71,8 %, в 1999 году — 70,4 %). Из 155 активных трудоспособных жителей работали 148 человек (77 мужчин и 71 женщина), 7 числились безработными (двое мужчин и 5 женщин). Среди 61 трудоспособных неактивных граждан 11 были учениками либо студентами, 35 — пенсионерами, а ещё 15 — были неактивны в силу других причин.
На протяжении 2011 года в коммуне числилось 137 облагаемых налогом домохозяйств, в которых проживал 341 человек. При этом медиана доходов составила 21323 евро на одного налогоплательщика.